# Tasman Island Lighthouse

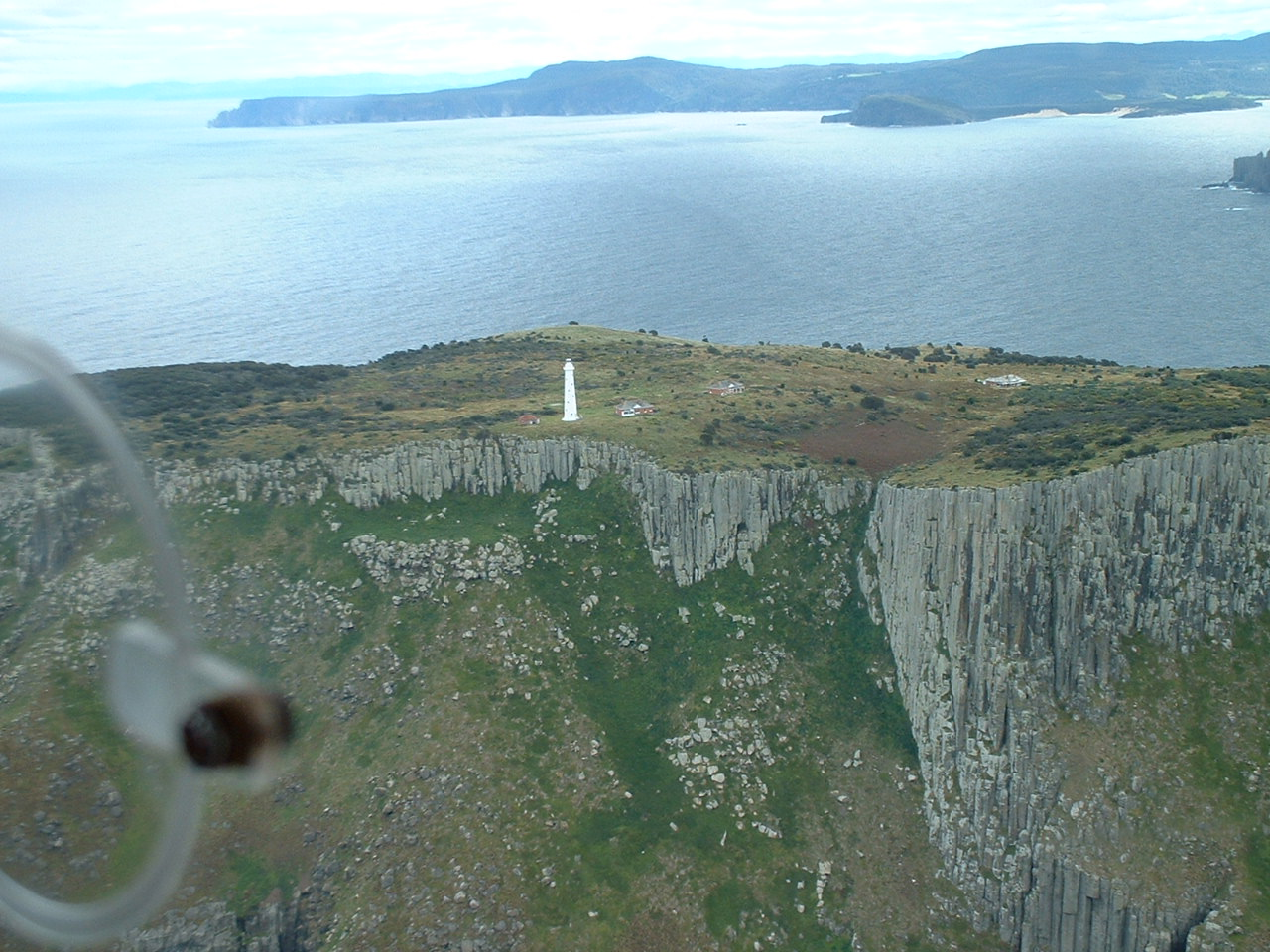
Tasman Island mit dem Leuchtturm vom Flugzeug aus gesehen

Das Tasman Island Lighthouse ist ein Leuchtturm, der sich auf Tasman Island an der südöstlichen Küste von Tasmanien, Australien, befindet.
Es handelt sich um einen der am isoliertesten und höchstgelegenen Türme in Australien. Der Turm wurde am höchsten Punkt der Insel auf 250 Meter an der Kante von Felsenklippen aufgebaut, und das Signallicht wird auf einer Höhe von 276 Metern ausgestrahlt. Der Leuchtturm von Tasman Island wurde 1906 gebaut und 1976 automatisiert. Auf der 1,2 km² großen Insel taten die Leuchtturmwärter wegen des übermäßig häufigen Windes und Regen ungern Dienst. 1930 wurde neben den Leuchtturm eine Radiostation aufgebaut, die heute nicht mehr vorhanden ist. Seit 1999 wird der Leuchtturm mit Solarenergie betrieben.
Tasman Island ist Teil des Tasman National Park. Nach der Automatisierung des Leuchtturms fielen die Gebäude der Verwahrlosung anheim. Der Leuchtturm und das Haus des Leuchtturmwärters sind im australischen Register of the National Estate eingetragen und wurden instand gesetzt. Die originale Fresnellinse, von Chance Brothers hergestellt, kann im Australian National Maritime Museum in Sydney und die Originallaterne im Maritime Museum of Tasmania in Hobart besichtigt werden.